# BitTorrent (logiciel)
Pour les articles homonymes, voir BitTorrent (homonymie).
BitTorrent est un logiciel de partage de fichiers en pair à pair fondé sur le protocole homonyme. Il s'agit du premier client (parfois également appelé « client officiel ») mettant en œuvre ce protocole, ce qui lui valut le surnom de Mainline (« Ligne principale ») par les développeurs.
Les spécifications du protocole BitTorrent étant ouvertes et publiques, de nombreux autres logiciels clients BitTorrent ont été développés et ont supplanté le client officiel pour ce qui est des parts de marché.

## Précisions techniques
BitTorrent est écrit en langage Python et c'est un logiciel libre qui est distribué sous la licence BitTorrent Open Source License, une version modifiée de la licence de Jabber, depuis la version 4.0. Les versions 3.4.2 et précédentes étaient distribuées selon la licence MIT.
La version 5 de BitTorrent continue d'être distribuée et maintenue sous licence Open Source, mais la version 6 n'est plus un logiciel libre. Cette dernière est une version de µTorrent dont seuls le nom et le logo changent.
Depuis 2009, une barre de recherche (Ask) est comprise dans le programme d'installation, mais on peut choisir de l'installer ou non pendant l'installation de BitTorrent.